# Wädenswil-Einsiedeln-Bahn

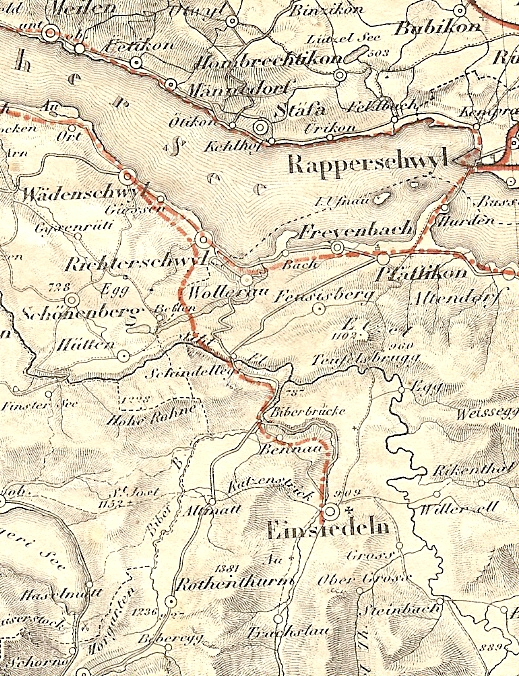
Projekt der Wädenswil-Einsiedeln-Bahn (Karte des Zürcher Ingenieur-Vereins von 1872)

Die Wädenswil-Einsiedeln-Bahn (WE) war eine 1870 gegründete Eisenbahngesellschaft in der Schweiz. Sie war Eigentümerin und Betreiberin der heute noch bestehenden Bahnstrecke Wädenswil–Einsiedeln im Kanton Schwyz. Die Gesellschaft ging 1890 in den Besitz der neugegründeten Schweizerischen Südostbahn über.

## Geschichte

### Vorgeschichte
Im Jahr 1867 machte sich in Wädenswil, das einen Wandel vom Bauern- zum Industriedorf durchgemacht hatte, der Ruf nach einer besseren Verbindung nach Einsiedeln breit. Man wandte sich an den Zürcher Kantonsingenieur Kaspar Wetli, der dem Strassenwesen vorstand. Er empfahl, die Idee einer neuen Strasse nach Einsiedeln fallen zu lassen und stattdessen eine Eisenbahn zu bauen. Wetli war damals nicht nur für den Strassenbau zuständig, sondern auch ein Fachmann für Eisenbahnbauten. Danach erliessen die politischen Kräfte von Wädenswil und Einsiedeln am 1. Januar 1870 einen öffentlichen Aufruf für eine Volksversammlung. Die Idee zur Errichtung einer Eisenbahnlinie zwischen den beiden Ortschaften wurde von der Bevölkerung gut aufgenommen. Nur in Richterswil und Wollerau regte sich Missfallen, da diese Gemeinden einen Einbruch in ihrer Verkehrsstellung befürchteten.

### Die Gründung der Wädenswil-Einsiedeln-Bahn
Die Bestellung des Gründerkomitees fand schon am 3. Januar 1870 in Einsiedeln statt. Dem Gründungskomitee gehörten Politiker und Fabrikanten von Einsiedeln und Wädenswil an, aber auch Kaspar Wetli. Bei den Kantonen Schwyz und Zürich wurde sogleich ein Konzessionsgesuch eingereicht. Ebenso wurde ein Kredit von 3000 Schweizer Franken bewilligt und Wetli der Auftrag erteilt, ein Projekt auszuarbeiten. Innerhalb eines Jahres waren die notwendigen Konzessionen eingeholt.
Bedingt durch den Ausbruch des Deutsch-Französischen Krieges 1870/1871 ruhten allerdings die Arbeiten des Gründungskomitees. Erst am 1. Mai 1871 wurde der technische Bericht mit einer Kostenberechnung vorgelegt. Der Voranschlag rechnete mit Baukosten von drei Millionen Franken und mit einem Reinertrag von jährlich 140'000 Franken. Es wurde eine Streckenführung mit 5 Prozent Steigung und dem Walzenradsystem Wetli vorgeschlagen,
denn es gab berechtigte Zweifel an der technischen Realisierbarkeit einer reinen Adhäsionsbahn mit dieser Neigung.

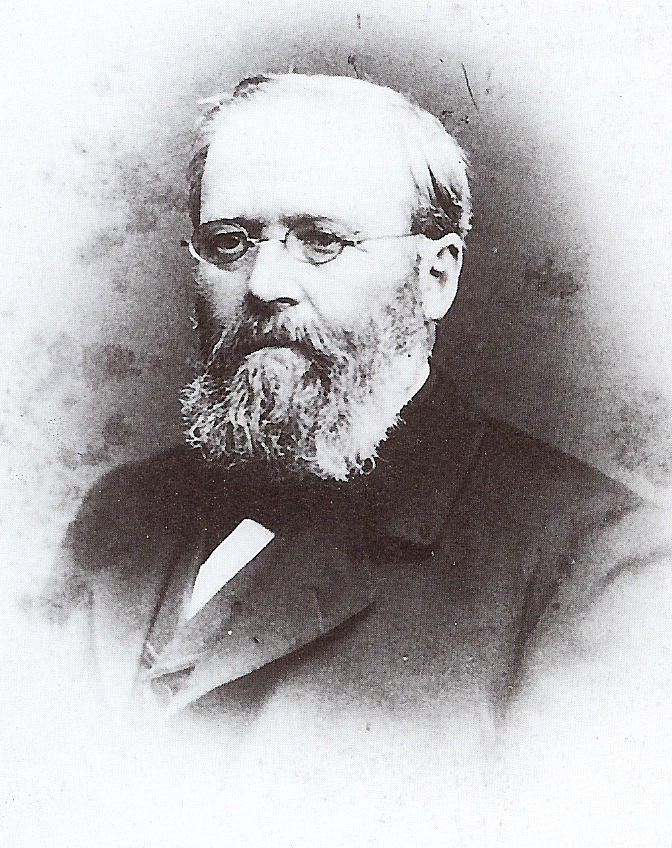
Der Zürcher Kantonsingenieur Kaspar Wetli (1822–1889)

Da die Linksufrige Zürichseebahn noch nicht gebaut war, die in Wädenswil für Anschlüsse sorgen würde, bildeten sich zwei Lager. Die einen wollten mit dem Baubeginn warten, bis die Bahn Wädenswil erreichte, während die anderen einen sofortigen Baubeginn bevorzugten, um den Bau der Linksufrigen Zürichseebahn zu beschleunigen. Die Sofortbauer konnten sich durchsetzen. Wetli besass erstklassige Verbindungen zu englischen Grossbauunternehmern mit Kapitalkraft, die auch bereit waren, als Generalunternehmer aufzutreten und die Vorfinanzierung zu übernehmen. Die Gesellschaft selber plante die Mittel wie folgt zu beschaffen: Als Stammkapital sollten für zwei Millionen Franken Aktien ausgegeben werden. Die dritte Million sollte durch ein Darlehen von den Gemeinden Wädenswil und Einsiedeln in Form einer 4,5-%-Obligation gedeckt werden. Die Mittelbeschaffung für die Finanzierung gestaltete sich schwierig, so dass am Schluss doch das meiste Geld von öffentlichen und halböffentlichen Institutionen von Wädenswil und Einsiedeln stammte.
Wetli vermittelte dem Gründerkomitee den englischen Eisenbahnbauer William Napier. Als Gesellschafter und Financier brachte Napier den Bankdirektor und Konsul Theodor Kuchen aus Frankfurt mit. Die Wädenswil-Einsiedeln-Bahn schloss mit den beiden einen Bauvertrag ab, der sich allerdings für die beiden Generalunternehmer noch als schwerwiegend erweisen sollte. Denn die Bahnunternehmung übernahm nur den Kauf und die Expropriation des Bodens, während Napier und Kuchen den Bau und die Beschaffung des Betriebsmaterials zu besorgen hatten. Die beiden mussten auf der Gemeindekasse von Wädenswil 200’000 Franken in Wertpapieren zur Sicherheit hinterlegen. Es war vorgesehen, die Bauarbeiten im Sommer 1873 abzuschliessen.
Zudem war auch vorgesehen, den Betrieb nicht selber zu führen. Es wurde ein Betriebsvertrag mit der Schweizerischen Nordostbahn (NOB) abgeschlossen, welche auf eigene Rechnung auch die Lokomotiven und das übrige Rollmaterial kaufen sollte.
Die ganzen Arbeiten verliefen eher harzig, so wurde die Expropriation des Bahntrassees immer wieder durch Einsprachen von Richterswil und Wollerau behindert. Schon vor Baubeginn zeichnete sich ab, dass die Arbeiten teurer zu stehen kommen würden als veranschlagt. Trotzdem wurde am 22. Dezember 1871 der Verwaltungsrat bestellt, dessen erster Präsident Benedikt Gyr-Benzinger wurde. Die meisten Mitglieder stammten aus dem Gründungskomitee. Die Direktion bestand aus Ingenieur William Napier, dem Wädenswiler Gemeindepräsidenten Heinrich Baumann sowie dem Einsiedler Bezirksammann Carl Birchler. Dem Ingenieur Kaspar Wetli wurde die Bauaufsicht übertragen.

### Walzenradsystem Wetli

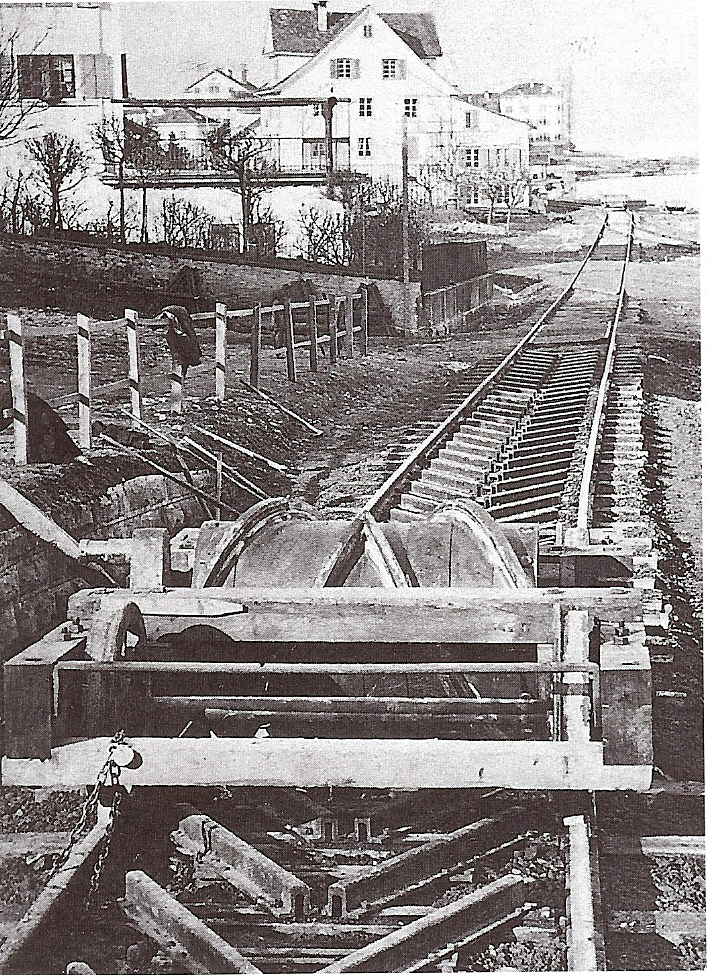
Streckenabschnitt oberhalb Wädenswil, Rollwagen mit Walze zum Kontrollieren der Montagegenauigkeit

Das für den Bau dieser neuen Strecke vorgeschlagene Walzenradsystem Wetli hatte sein Erfinder, der Ingenieur und Mitglied des Gründungskomitees Kaspar Wetli, im Jahr 1868 unter dem Titel Grundzüge eines neuen Lokomotivsystems für Gebirgsbahnen vorgestellt. Es handelte sich hierbei um ein ähnliches wie bei den etwa zur gleichen Zeit erfundenen und gebauten Zahnradbahnen angewendetes Prinzip. Anstatt eines relativ schmalen Zahnrades wurde eine den Raum zwischen den Schienen einnehmende verzahnte Walze benutzt.
Eine erste Versuchslokomotive mit einer Walze für das System Wetli wurde im Jahre 1874 von der Lokomotivfabrik Winterthur geliefert. Sie musste mehrmals umgebaut werden und überzeugte nie richtig, vor allem wegen des zu starken Druckabfalls im Walzensystem. Die Versuchsfahrten beschränkten sich daher auf ein kleines Stück oberhalb Wädenswil. Dennoch konnte aufgrund der gemachten Erfahrungen das System als funktionsfähig betrachtet werden.
Die Verzögerungen im Bahnbau erlaubten aber erst im Spätherbst 1876 die Aufnahme von Versuchsfahrten auf der ganzen Strecke. So wurden von der Schweizerischen Nordostbahn anhand der mit der Versuchslok gemachten Erfahrungen bei der Maschinenfabrik Esslingen drei Dampflokomotiven mit einer Antriebswalze für das System Wetli bestellt.

### Bau der Strecke
Ende 1871 wurden die ersten sieben Baulose vergeben, allerdings mit schlechten Akkordverträgen. Da sich auch noch die Zahlungen durch das Generalunternehmen schleppend vollzogen, wurde ein Teil der Baulose schon Ende 1872 aufgekündigt. Weitere Unstimmigkeiten führten zu immer grösserer Verdrossenheit, so dass die Bauakkordanten im Mai 1873 ihre Arbeit gänzlich einstellten. Zu dieser Zeit waren Kuchens Geldmittel erschöpft, er wurde von den weiteren Arbeiten entbunden und die hinterlegten Wertpapiere eingezogen. Daraufhin ruhten die Arbeiten fast ein Jahr lang.
Im Frühjahr 1874 wurde die Versuchslokomotive mitsamt dem Probeschienenmaterial abgeliefert. Ein Lichtblick war, dass die Nordostbahn am 4. Juli 1872 beschlossen hatte, die Linksufrige Zürichseebahn zu bauen, doch auch deren Verwaltungsrat hatte sich in zwei Parteien gespalten. Die einen wollten die Wädenswil-Einsiedeln-Bahn unter eigener Organisation erstellen und betreiben, während die andern lieber die Wädenswil-Einsiedeln-Bahn übernommen und die Strecke unter Nordostbahn-Führung fertig gebaut hätten. Immerhin kam dadurch, dass die Wädenswil-Einsiedeln-Bahn der Nordostbahn den grössten Teil des Bahnhofes in Wädenswil abtrat, ein Vertrag über die Mitwirkung der Nordostbahn am Bau, Betrieb und an der Verwaltung der Wädenswil-Einsiedeln-Bahn zustande. Um den Bau sichern zu können, schöpfte man neues Aktien- und Obligationenkapital. Im Juli erfolgte die Ausschreibung der restlichen vier Baulose der noch unfertigen Strecke Samstagern–Biberbrugg–Einsiedeln. Doch auch die Arbeiten unter der Aufsicht der Nordostbahn standen unter keinem guten Stern. Wegen schlechten Wetters und Streiks gab es immer wieder Verzögerungen, so dass erst im Winter 1876 die Probefahrten durchgeführt werden konnten.
Die gesamten Baukosten der Strecke beliefen sich am Schluss auf 3,7 Millionen Franken, bei einem Voranschlag von 3,1 Millionen.

### Das Unglück

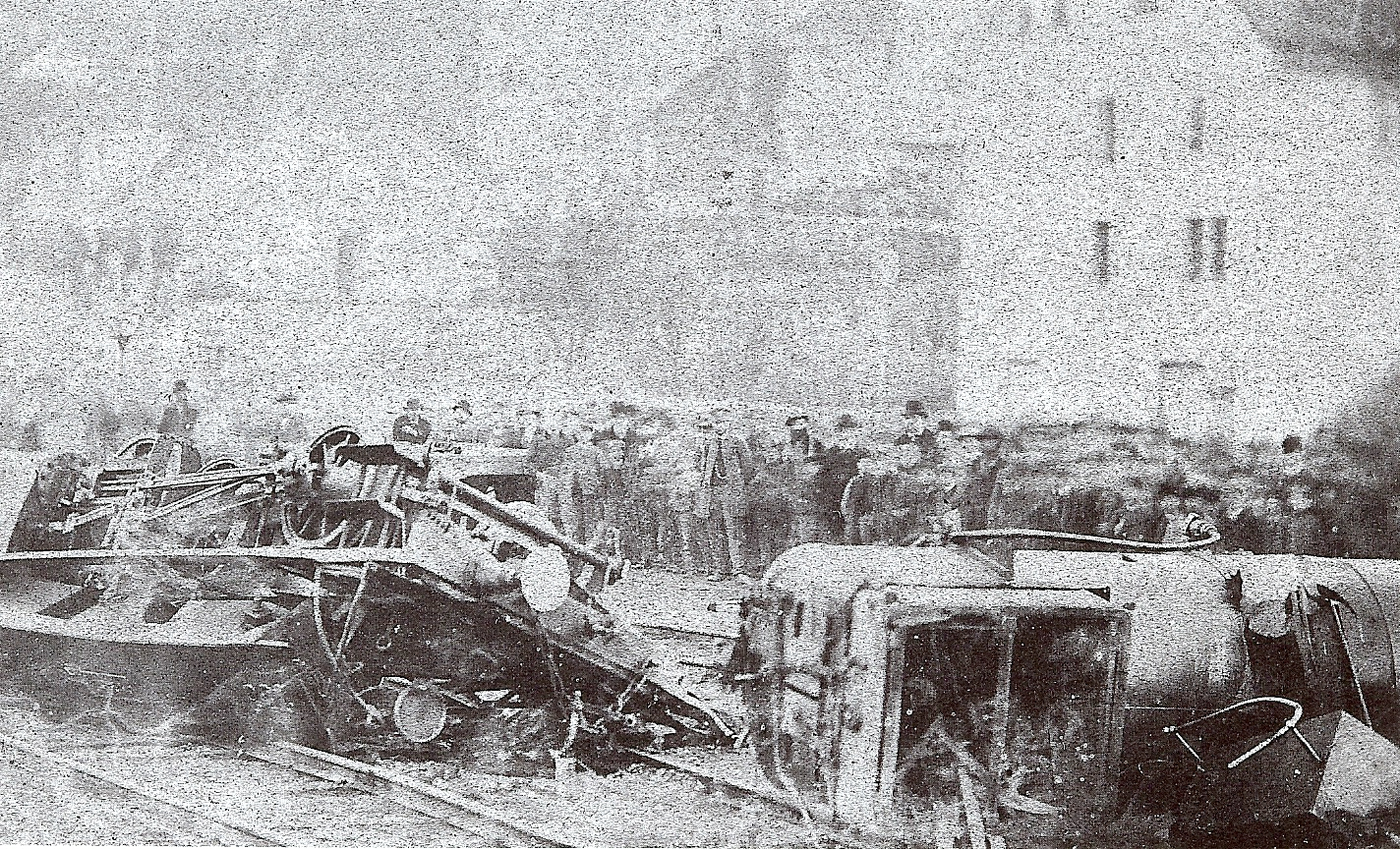
Pressefoto vom Unfall am 30. November 1876 in Wädenswil

Am 30. November 1876 fand die Hauptprobe des Systems Wetli statt. Die Bergfahrt nach Schindellegi mit der Lok 253 verlief erfolgversprechend. Bei der Talfahrt nach Wädenswil ohne Eingriff der Walze versagten die Bremsen der Zug-Komposition. Ein Unglück war absehbar, so dass ein Teil der an Bord befindlichen Personen versuchte, sich durch Abspringen in Sicherheit zu bringen. Dabei wurden alle Personen verletzt, das Direktionsmitglied Arnold Kälin wurde herausgeschleudert und dabei getötet, ein Gedenkstein befindet sich am Unglücksort zwischen Burghalden und Wädenswil.
Bei der Einfahrt in den Bahnhof Wädenswil hatte der Zug eine Geschwindigkeit von geschätzten 120 Kilometern pro Stunde, die Lokomotive entgleiste und überschlug sich, wobei das Lokpersonal und eine sich im Bahnhof aufhaltende Person getötet wurden.
Ein Untersuchungsbericht kam zum Schluss, dass ausgelaufenes Öl Ursache für die unwirksam gewordenen Bremsen war.
Nach diesem Unfall wurde das System Wetli aufgegeben und auch an anderer Stelle nie wieder aufgegriffen. Die Bahnstrecke wurde als Adhäsionsbahn fertiggestellt.
1948 kam es zu einem ähnlich gelagerten Unfall, als ein Ski-Zug wegen einer Fehlbedienung der Lokomotive ab Samstagern nicht mehr bremsen konnte und in Wädenswil auf einem Anschlussgleis den Prellbock überfuhr. 22 Menschen starben.

### Die Eröffnung
Nach diesem erneuten Debakel musste sich der Verwaltungsrat wieder der Sache annehmen und die Finanzen erneut bereinigen. Die Leitung zur Vollendung der fast fertigen Strecke wurde dem Ingenieur Tobler, dem Erbauer der Uetlibergbahn, übertragen. Dieser hatte bei der mit acht Prozent Steigung betriebenen Bahn die nötige Erfahrung gesammelt, und so konnte die Wädenswil-Einsiedeln-Bahn nun als reine Adhäsionsbahn am 28. April 1877 die Kollaudation ablegen. Am 1. Mai 1877 wurde die Bahn eröffnet. Wegen des Unfalls wurde auf grosse Feierlichkeiten verzichtet.
Der erste Fahrplan der Wädenswil-Einsiedeln-Bahn umfasste vier Zugpaare mit einer Fahrzeit von 1 Stunde 10 Minuten; während der Sommermonate wurden sonn- und feiertags je zwei zusätzliche Zugpaare eingesetzt.
Die Bahn entwickelte sich zufriedenstellend, der jährliche Betriebsüberschuss schwankte zwischen 100'000 und 150'000 Franken. Im Jahr 1885 wurden erstmals Dividenden ausbezahlt, dies waren 5 % auf den Prioritätsaktien und 2 % auf den Stammaktien.

### Die Fusion mit der Südostbahn
Am 12. August 1889 erfolgte die Fusionsvereinbarung mit der Zürichsee-Gotthardbahngesellschaft, dem Initiativkomitee für den Bahnbau Biberbrugg nach Arth–Goldau sowie dem Initiativkomitee für die Verbindungsstrecke von Pfäffikon nach Samstagern zur Schweizerischen Südostbahn. Alle vier Fusionspartner hatten das gleiche Ziel, einen Anschluss an die Gotthardbahn. Dieses Ziel wurde von der Südostbahn am 31. Juli 1891 auch erreicht. Bei der ausserordentlichen Generalversammlung am 5. November 1889 wurde die Wädenswil-Einsiedeln-Bahn aufgelöst; am 1. Januar 1890 ging die Bahn vollständig in den Besitz der Südostbahn über. Zum Zeitpunkt der Fusion besass die Wädenswil–Einsiedeln-Bahn einen Buchwert von 4,2 Millionen Franken.

## Lokomotiven und Wagen

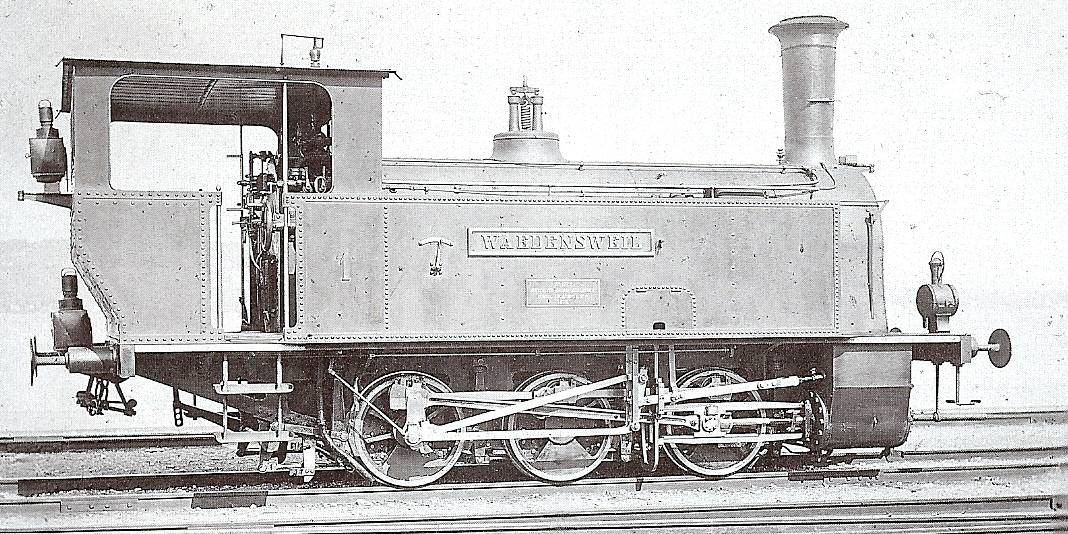
Lokomotive E 3/3 Nr. 1 WAEDENSWEIL

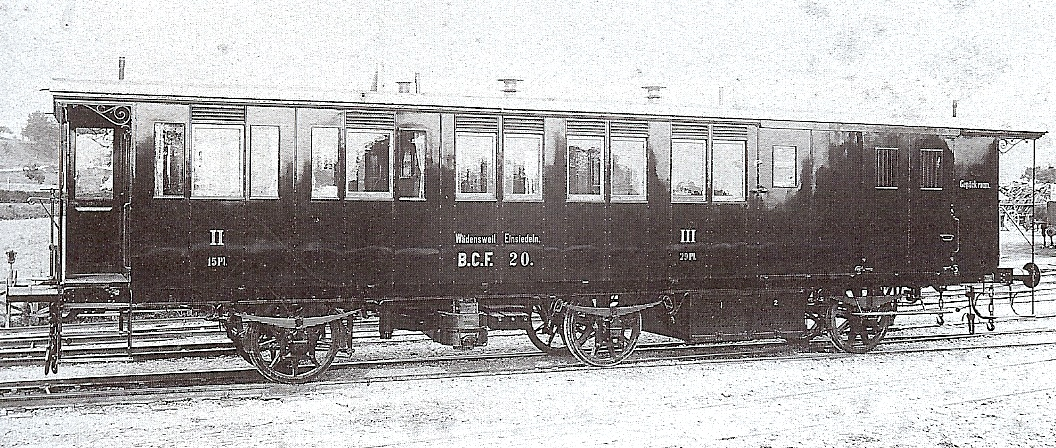
Der 1887 gelieferte Mehrzweckwagen BCF 20

Der 1878 von SIG gebaute Personenwagen BC 12

Für den Betrieb auf dem Zahnradsystem Wetli beschaffte die Nordostbahn für die Wädenswil-Einsiedeln-Bahn drei Lokomotiven Ed 2/2 von der Maschinenfabrik Esslingen. Diese bekamen die Nummern 251 bis 253. Nach dem schweren Unfall wurden bei den beiden verbliebenen Lokomotiven die Walzen ausgebaut. 1892 erhielten sie anstelle der Walze eine Antriebsachse. Infolge des Rückzuges der Nordostbahn kamen diese nur leihweise zum Einsatz. Die beiden Lokomotiven kamen später noch zu den SBB und erhielten dort die Nummern 8661 und 8662.
Durch das Unglück und die daraus resultierende Vertragsauflösung mit der Nordostbahn stand die Wädenswil-Einsiedeln-Bahn ohne Lokomotiven und Wagenmaterial da. So war sie gezwungen, bei der Nordostbahn Lokomotiven und Wagenmaterial mietweise zu übernehmen. Neben den beiden genannten Lokomotiven E 2/2 wurde auch die E 3/3 Nummer 1 der Uetlibergbahn angemietet. Ebenfalls wurden von der Nordostbahn elf Personenwagen und zehn Güterwagen angemietet. Damit wurde am 1. Mai 1877 der Betrieb aufgenommen.
Mit der Nummer 1 WAEDENSWEIL und der Nummer 2 EINSIEDELN wurden 1878 die beiden ersten eigenen Lokomotiven abgeliefert, worauf die beiden Mietlokomotiven der Nordostbahn zurückgegeben wurden. Im Jahr 1880 wurde noch eine dritte Lokomotive mit dem Namen GOTTHARD beschafft. 1887 folgte die Nummer 4 SCHWYZ, die lange Zeit als Denkmallokomotive in Wädenswil aufgestellt war und von 1996 bis 2007 vom Dampfbahn-Verein Zürcher Oberland restauriert wurde und jetzt eine neue Heimat auf der Strecke Bauma–Hinwil gefunden hat. Die Lokomotiven mit einem Dienstgewicht von 32 Tonnen und einer Maximalgeschwindigkeit von 35 Kilometern pro Stunde wurden alle von der Maschinenfabrik Esslingen hergestellt. Der Kaufpreis betrug 42'500 Franken.
Bei der Übernahme durch die Südostbahn verfügte die Wädenswil-Einsiedeln-Bahn über folgendes betriebseigenes Rollmaterial:
- 4 Dampflokomotiven Esslingen E 3/3
- 2 Personenwagen 2. Klasse zu 36 Sitzplätzen
- 3 Personenwagen 2./3. Klasse zu 45 Sitzplätzen
- 13 Personenwagen 3. Klasse zu 50 Sitzplätzen
- 2 Gepäckwagen
- 2 gedeckte Güterwagen
- 8 offene Güterwagen